# Alfons Herzberger
Alfons Herzberger (* 1879 in Mainz; † 18. Juni 1941 in Bergerac in Südfrankreich) war ein deutscher Unternehmer, Kommunalpolitiker und Beigeordneter in Neunkirchen.

## Leben
Alfons Herzberger war der Sohn jüdischer Ellenwarenhändler (Stoffe) und machte in Frankfurt eine Ausbildung zum Kaufmann. 1901 kam er zusammen mit seiner
Schwester Else (1877–1962) und seinem Bruder Julius von Mainz nach Neunkirchen. Clementine, eine weitere Schwester, hatte in die Familie Levy eingeheiratet. Diese gründete 1853 ein Familienunternehmen, aus dem die Josef Lewy Witwe AG zu einem der größten Warenhäuser des Saarlandes wurde.
Die Geschwister Herzberger übernahmen die Leitung des Kaufhauses Joseph Levy Witwe AG.
Er engagierte sich in linken Parteien und der Deutschen Liga für Menschenrechte und wurde in der Neunkirchener Ortsgruppe der Deutschen Friedensgesellschaft aktiv.
1912 wurde er Mitglied des Kreistages in Neunkirchen und hatte in den 1920er Jahren zahlreiche Ämter im Stadtrat. Er war Beigeordneter der Stadt Neunkirchen.
Im Ersten Weltkrieg war er Vizefeldwebel (zuletzt Reserve-Offizier) und wurde mit dem Eisernen Kreuz I. Klasse ausgezeichnet.
Herzberger trug zur Aufwertung von Neunkirchen als Stadt im Jahr 1920 bei und stiftete Geld zur Förderung des Kleinwohnungsbaus. Er war ein Mäzen des Fußballvereins Borussia Neunkirchen und rettete diesen 1932 vor dem Bankrott, als er dem Klub einen Vergleich mit seinen Gläubigern ermöglichte.
Am 17. Oktober 1933 beschlagnahmte die Bayerische Politische Polizei  alle Vermögenswerte der Brüder Herzberger.
1935 emigrierte er zusammen mit seiner Schwester Else nach Paris. Sie war eine der wichtigsten Frauen im Leben des Philosophen Theodor Adorno und unterstützte dessen Freund Walter Benjamin im Pariser Exil. Mit dem Überfall Hitlers auf Frankreich verschärfte sich seine Situation. Am 18. Juni 1941 starb er auf der Flucht in Bergerac. Eine notwendige Operation konnte nicht rechtzeitig durchgeführt werden.